# Prestoea montana
Prestoea montana, la palma de sierra es una palma de la familia de las arecáceas. En Real Jardín Botánico de Kew se le considera un sinónimo de Prestoea acuminata var. montana (Graham) A.J.Hend. & Galeano, Fl. Neotrop. Monogr. 72: 53 (1996).

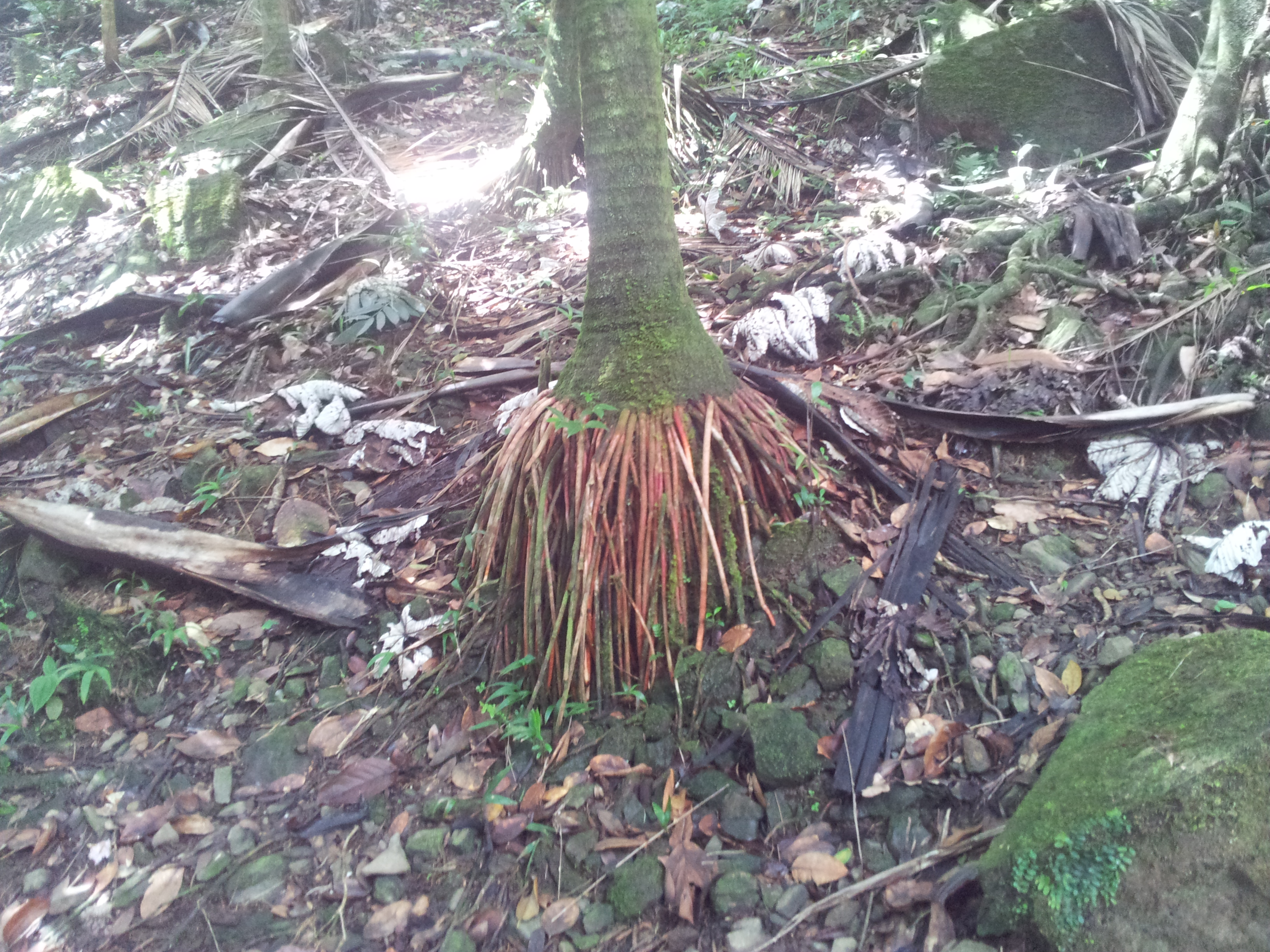
Detalle de las raíces

## Descripción
Palma de estípite delgado, alto, esbelto y diámetro uniforme de hasta 15 m de alto y copa angosta de varias hojas pinnadas, llama la atención sus muchas raíces de apoyo. Florece y fructifica todo el año. Una porción de su capullo conocido como el palmillo se puede consumir en ensalada, sin embargo la corta completa de éste le puede causar la muerte. La parte comestible es la cubierta interior de la hojas con forma de cilindro blancuzco. Las flores blancas diminutas se encuentran en un racimo colgante y ramificado de tallo blancuzco. El racimo es corto y angosto.
Prestoea acuminata aparte de la variedad montana tiene otras dos variedades la Prestoea acuminata var. acuminata que se caracteriza por su raquilas angulares, pubescentes, con flores y frutos levemente hundidos en las raquilas y frutos esféricos de 1-1.2 cm de diámetro.
Prestoea acuminata var. dasystachys comprende palmas más corpulentas, con infrutescencias más robustas, con frutos ovoides u obvoides, raras veces casi esféricos.

## Distribución y hábitat
Está distribuida por la Antillas Mayores y Menores del Caribe. Por lo general se encuentra en altas montañas bajando hasta los 457 m s. n. m. de elevación. Forma el palmar en los riachuelos de la altura y las empinadas laderas de los picos más altos de Puerto Rico.
Prestoea acuminata var. acuminata y Prestoea acuminata var. dasystachys crecen en toda la zona andina de Colombia y en la Sierra Nevada de Santa Marta entre 1500 y 2650 m. Se encuentra en bosques húmedos, ocasionalmente conservada en áreas deforestadas, donde no se regenera. Está ampliamente distribuida des Nicaragua hasta Bolivia y las Antillas. La variedad dasystachys está restringida a la Cordillera Oriental en  Santander y norte de Santander, y se extiende hasta Venezuela.

## Importancia económica y cultural

### Usos
- Alimenticia

Una parte del capullo que se conoce como palmito se puede comer en ensalada, pero sacar el capullo mata a la palma.
- Alimentación animal

La fruta de la palma de sierra es el alimento predilecto de la cotorra puertorriqueña.

## Taxonomía
Prestoea montana fue descrita por (Graham) G.Nicholson y publicado en The Illustrated Dictionary of Gardening, . . . 3: 216. 1886.
Etimología
Prestoea: nombre genérico otorgado en honor de Henry Prestoe (1842–1923), botánico inglés y viajero, quien recolectó la planta en Trinidad.
montana: epíteto latino que significa "de la montaña",